# Dounia Issa
Dounia Issa (nacido el 3 de junio de 1981 en Toulouse, Mediodía-Pirineos) es un jugador de baloncesto francés que actualmente pertenece a la plantilla del Le Mans Sarthe Basket de la Pro A francesa. Con 1,98 metros de altura juega en la posición de Ala-Pívot. Es internacional absoluto con Francia.

## Trayectoria profesional
Se formó en la cantera del club de su ciudad natal, el Toulouse Spacer's, con el que debutó en la NM2, la cuarta división francesa, en la temporada 2000-2001.
De 2001 a 2007 estuvo en el Stade Clermontois Basket Auvergne, jugando la temporada 2001-2002 en la NM1, la tercera división francesa, de 2002 a 2004 en la Pro B y de 2004 a 2007 en la Pro A. En las tres temporadas que disputó con Clermont en la Pro A, jugó 101 partidos con unos promedios de 4 puntos, 4,4 rebotes y un tapón en 17 min de media. Se proclamó campeón de la NM1 en 2002 y de la Pro B en 2004, consiguiendo así el ascenso a la Pro A.
De 2007 a 2010 jugó en la Pro A con el JA Vichy. Participó en el All-Star Game de la LNB en 2007 y 2009 y fue subcampeón de la Semaine des As y nombrado Mejor Jugador Defensivo de la Pro A en 2008. En las tres temporadas que disputó con Vichy jugó 84 partidos de liga con unos promedios de 7 puntos, 9,3 rebotes, 1,3 asistencias, 1,6 robos y 1,6 tapones en 28 min de media. Desde mayo de 2009 tenía la máxima valoración de un jugador francés en un partido de liga con 41, rompiendo ese récord Nobel Boungou Colo en abril de 2014 con 42 de valoración.
Las siguientes dos temporadas (2010-2012) las jugó en el BCM Gravelines, participando en 2010 en el All-Star Game de la LNB por tercera vez y donde fue campeón de la Semaine des As en 2011. En las dos temporadas que estuvo en Gravelines jugó 67 partidos de liga con unos promedios de 6,2 puntos, 6,5 rebotes, 1 asistencia y 1,3 tapones en 19,5 min de media. En la Eurocup 2011-12 jugó 12 partidos con unos promedios de 3,5 puntos, 5 rebotes y 1 tapón en 17,4 min de media.
En 2012 fichó por el Le Mans Sarthe Basket, club en el que permanece actualmente y con el que ganó la Leaders Cup en 2014. En los últimos tres años con el Le Mans ha jugado 68 partidos de liga, promediando 3,2 puntos y 4,7 rebotes en 18,3 min de media. Ha disputado la Eurocup en 2013 y 2014, jugando 16 partidos con unos promedios de 2,1 puntos y 3,3 rebotes en 15 min de media. Disputó la Eurochallenge en la temporada 2014-2015, jugando 4 partidos con un promedio de 1,7 puntos, 4 rebotes y 1,7 tapones en 15,8 min de media.

## Selección nacional
Es internacional absoluto con la Selección de baloncesto de Francia desde 2008, cuando jugó la fase de clasificación para el Eurobasket 2009 celebrado en Polonia, disputando 4 partidos con un promedio de 0,8 puntos y 0,8 rebotes en 6 min de media. En total jugó 14 partidos con 
Francia metiendo 39 puntos.